# Kamehameha II
Kamehameha II, Rei de Hawái (1797-1824) va ser el segon rei del Regne de Hawái. Va néixer com Lihuliho (que significa Brillant-brillant) en Hilo, Hawái, fill major de Kamehameha I i la seva esposa de més alt rang, la Reina Keōpuolani, educat com a hereu al tron des dels set anys.

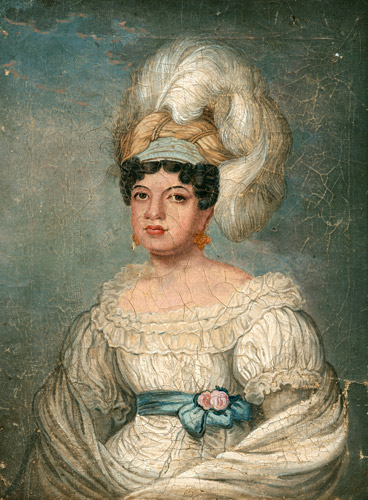
Regna consort Kamāmalu, esposa i germana de pare de Kamehameha II (per John Hayter).

Lihuliho va pujar al tron a la mort de Kamehameha I, al maig de 1819, però entre altres condicions, el van obligar a exercir un paper merament cerimonial; deixant el poder administratiu en mans de Caʻahumanu, l'esposa preferida del seu pare, a qui se li va concedir el títol de Kuhina Nui, equivalent aproximat d'un primer ministre.
Es recorda sobretot a Kamehameha II per decretar l'abolició de l'antic sistema kapu (tabú) de lleis religioses. Sis mesos després de començar el seu regnat. En els seus temps es va produir també l'arribada dels primers missioners cristians a les Illes Hawái.
El novembre de 1823 Kamehameha II va viatjar amb La seva Majestat la Reina, a Londres amb la intenció de culminar les negociacions d'una aliança entre Hawái i Regne Unit. Durant el viatge, al febrer de 1824, van desembarcar a Rio de Janeiro on es van trobar amb l'emperador Pere I. L'emperador va obsequiar a Kamehameha II amb una espasa cerimonial, i com a correspondència aquest li va obsequiar una valuosa capa d'au, feta de les plomes de rars ocells tropicals, la qual desgraciadament va ser destruïda en l'incendi que va destruir el Museu Nacional de Brasil de 2018. A la reina Kamāmalu, l'emperador li va regalar un anell de brillants, com a correspondència a l'obsequi d'ella d'un collaret groc fet d'aquestes plomes, que també es va perdre en l'incendi. No obstant això, abans de trobar-se amb el rei Jordi IV, ell i el seu consort, la seva germana de pare Kamāmalu, van contreure el xarampió, enfront del que no estaven immunitzats. Kamehameha II va morir el 5 de juliol de 1824. Els sobtats anglesos havien quedat impressionats amb ells, per la seva aparença, a més Kamāmalu mesurava més d'1.82 m d'alçada. A Kamehameha II li va succeir el seu germà menor, Kauikeaouli, que es va convertir en Kamehameha III.